# Максимович Іван Павлович
Іван Павлович Максимович (1864, Серет — 4 травня 1931, Чернівці) — полковник УГА.

## Життєпис
Народився в місті Серет на Буковині (нині — Румунія) в сім'ї помічника урядника повітового суду в Сереті, згодом радника-секретаря крайового суду в місті Чернівці, члена-засновника Головної Руської Ради у Львові 1848 р. Павла Максимовича. Онук почесного каноніка, греко-католицького декана і пароха в Чернівцях о. Теодора Максимовича, племінник Івана Максимовича, кадрового старши́ни 51-го угорського полку піхоти, героя битви під Кеніґґрацом, «щирого руського патріота і члена черновецьких руських товариств» (з некролога 1894 р.).
Навчався у вищій реальній гімназії в Чернівцях.
Військову службу розпочав у 89-му піхотному полку; 21.08.1883 р. іменований кадетом та переведений на службу в 80-й галицький полк піхоти, де служив кадетом-заступником офіцера. 01.05.1887 р. іменований лейтенантом, 01.11.1890 р. — обер-лейтенантом, 1.11.1898 р. — капітаном 2-го класу, 01.05.1901 р. — капітаном 1-го класу, 26.10.1910 р. — майором 80-го полку піхоти (штаб полку у місті Львів). В останні роки служби в 80-му піхотному полку служив в 4-му батальйоні, який дислокувався в м. Дольня Тузла (нині Боснія і Герцеговина). У жовтні 1911 р. переведений на службу майором у 41-й полк піхоти в Чернівцях, командиром 1-го батальйону. 01.05.1914 р. іменований підполковником, 1.05 1916 р. полковником. У травні 1916 р. переведений на службу полковником у 57-й полк піхоти (1.05.1916 р. перейменованого на 13-й полк). 1 листопада 1917 р. вийшов у відставку з дійсної військової служби за вислугою років, залишаючись до кінця війни на службі в локальних військових установах.
Восени 1918 р. командував гарнізоном в центрі Східної Лемківщини — місто Сянок (нині Польща), особовий склад якого складали вояки 54-го Моравського піхотного полку, дислокованого перед війною в м. Сараєво (нині Боснія і Герцоговина).
З початком ПСВ (першої світової війни) брав участь у бойових діях як штабний офіцер 41-го полку піхоти. За хоробру та успішну поведінку перед ворогом в грудні 1914 р. був іменований лицарем ордена залізної корони 3-го класу з військовою декорацією. Нагороджений медаллю за військові заслуги на червоній стяжці, відзнакою за військову службу для офіцерів 3-го класу, бронзовою ювілейною медаллю для збройних сил, військовим ювілейним хрестом, орденом залізної корони 3-го класу, хрестом за військові заслуги, німецьким залізним хрестом 2-го класу, багатьма іншими австрійськими та німецькими військовими відзнаками.
Після розвалу Австро-Угорської монархії став на службу в українську армію як полковник УГА. 01.11.1918 р. відмовився виконати вимоги делегації польських діячів м. Сянок щодо роззброєння гарнізону міста й передачі його казарм полякам. Служив у штабі Начальної Команди УГА, з 19.09.1919 р. призначений інспектором всіх етапних формацій та установ в області етапу армії і корпусів УГА. У складі групи А. Кравса брав участь у поході українських армій на міста Київ та Одесу. Наприкінці квітня 1920 р. інтернований поляками. Разом з іншими інтернованими галицькими старшинами був включений як полковник запасової бригади до складу 5-ї Херсонської дивізії ДА УНР. В ніч на 26.08.1920 р. разом з рештою галицьких військових (90 % особового складу дивізії) вийшов з підпорядкування ДА УНР (фактично з-під командування польської армії) та перейшов на південно-західний схил Карпатського хребта. З 10.09.1920 разом з рештою групи А. Кравса інтернований в таборі міста Ліберець, де 27.10.1920 р. ініціював заснування Комітету помочі американського Червоного Хреста, був його першим головою.
Згодом проживав у місті Чернівці.
Помер у місті Чернівці, де й похований на Руському цвинтарі. Велелюдний похорон відбувся 06.05.1931 р. з цвинтарної каплиці до могили в секторі № 70 за участю всіх стрільців та старшин УГА, які на той час мешкали в Чернівцях.

## Нагороди
- Ювілейна пам'ятна медаль 1898
- Бронзова медаль «За військові заслуги» (Австро-Угорщина) (1904)
- Хрест «За вислугу років» (Австрія)
  - 3-го класу (1908)
  - 2-го класу (1917)
- Ювілейний хрест
- Хрест «За військові заслуги» (Австро-Угорщина)
  - 3-го класу (1909)
  - 3-го класу з військовою відзнакою (1916)
- Боснійсько-герцеговинська пам'ятна медаль
- Пам'ятний хрест 1912/13
- Орден Залізної Корони 3-го класу з військовою відзнакою (1915)

## Джерело
- Володимир Старик. Максимович Іван Павлович // Західно-Українська Народна Республіка 1918—1923. Енциклопедія: До 100-річчя утворення Західно-Української Народної Республіки. Т. 2 — Івано-Франківськ: Манускрипт-Львів, 2019. 832с. — С. 502—503.